# Oeneis altaica
Oeneis altaica är en fjärilsart som beskrevs av Henry John Elwes 1899. Oeneis altaica ingår i släktet Oeneis och familjen praktfjärilar. Inga underarter finns listade i Catalogue of Life.